# Palacio de Toreno (Cangas del Narcea)
El palacio de Toreno es un palacio nobiliario de España situado en la localidad asturiana de Cangas del Narcea en el concejo del mismo nombre, actualmente sede del ayuntamiento.
Construido en el siglo XVII, es uno de los más notables del barroco asturiano y fue levantado por orden de don Álvaro Queipo de Llano y Bernaldo de Quirós al ser titulado, por Felipe IV, conde de Toreno.
Se trata de un edificio de planta cuadrada y con torres, de sección cuadrada, en tres de sus esquinas. Tanto las torres como el cuerpo central mantienen armonía en la distribución de vanos y escudos.
El eje central del edificio es la portada de acceso, a la que se superponen dos huecos adintelados quese abren en un paramento de piedra.